# Wellheimer Trockental
Koordinaten: 48° 48′ N, 11° 6′ O

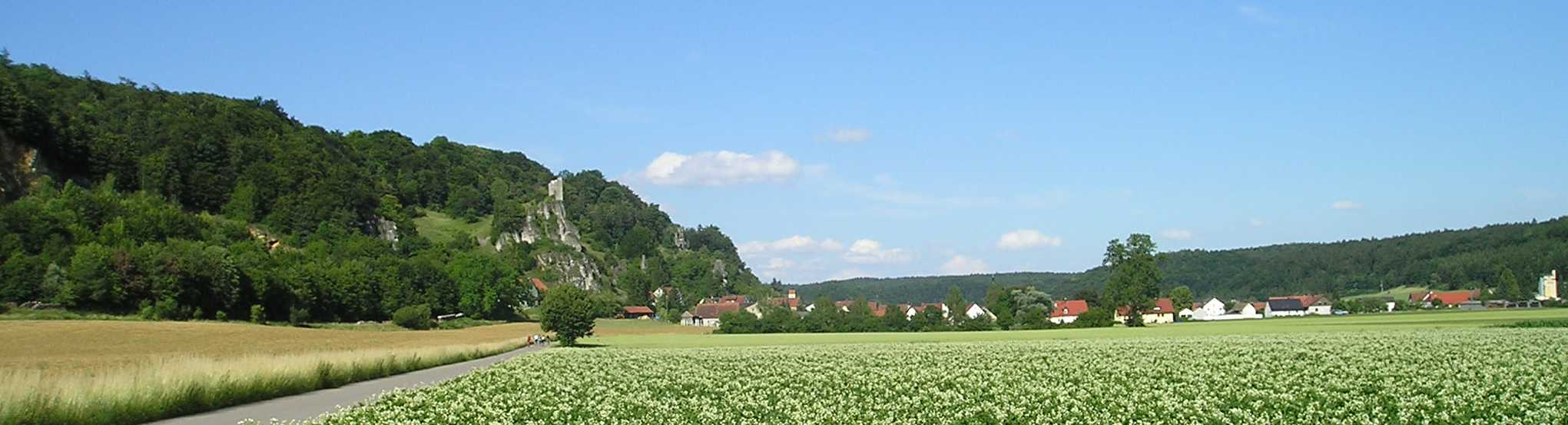
Hütting im Wellheimer Trockental

Das Wellheimer Trockental, auch als Urdonautal bezeichnet, ist ein Seitental des Altmühltales im Naturpark Altmühltal. Es ist ein Naturraum (082.25) der Altmühlalb, der Südlichen Frankenalb im Südwestdeutschen Stufenland. Im Westen grenzen die Tagmersheimer Hochfläche (082.10) der Donauseitigen Frankenalb und die Obere Altmühlalb (082.22), im Norden das Mittlere Altmühltal (082.24), im Osten die Adelschlager Hochfläche (82.12) und die Hainbergalb (082.13) und im Süden die Rennertshofener Terrassenbucht (082.16) an.

## Beschreibung

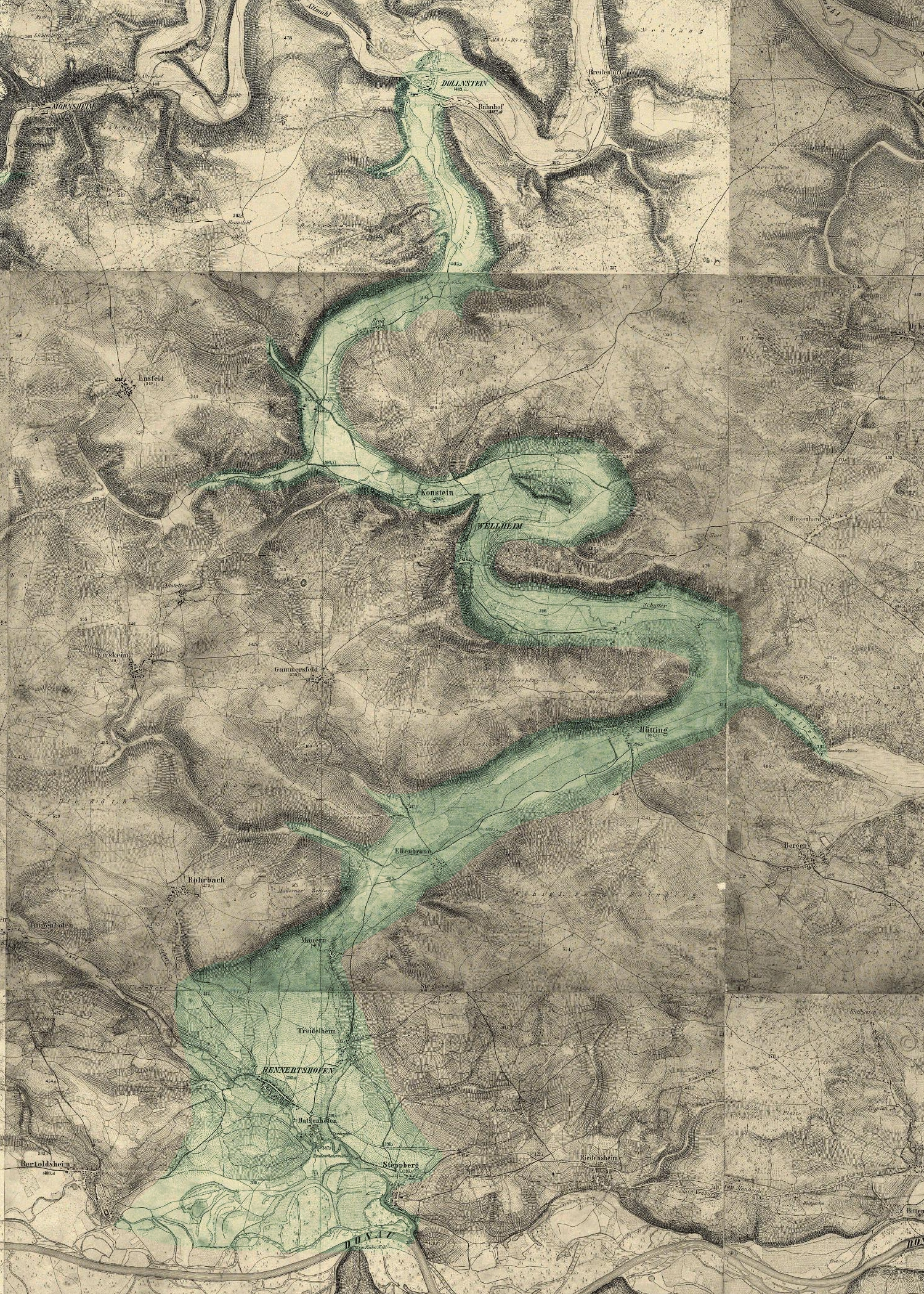
Verlauf auf einer Karte von 1875–77

Als Wellheimer Trockental bezeichnet man denjenigen Abschnitt des Ur-Donautals, der sich zwischen Rennertshofen im Süden und Dollnstein im Norden durch die Juralandschaft der Südlichen Frankenalb erstreckt. Die Urdonau kam im Altpleistozän von Süden her und floss mehr als zwei Millionen Jahre durch das heutige untere Altmühltal ab; auf der Höhe von Dollnstein mündete von Norden her der Ur-Main ein. Große Flussverlagerungen in der jüngeren Erdgeschichte, der Riß-Kaltzeit, führten dazu, dass heute nur noch die Altmühl von Norden her das Wellheimer Trockental erreicht, während die Donau ihren Lauf zweimal weiter nach Süden verlegt hat, so dass das Wellheimer Tal seitdem fast gänzlich trocken liegt. Nur noch die Schutter durchfließt heute einen Teil des Wellheimer Trockentals – allerdings in umgekehrter Richtung gegenüber der Urdonau. Die Schutterquelle liegt heute am Galgenberg bei Wellheim, der durch die Urdonau herausgebildet wurde.
Die Ur-Donau-Verlagerungen erklärt man sich so, dass durch rückschreitende Erosion und Verkarstung die Quellregionen anderer Flüsse immer weiter gegen das ursprüngliche Donautal vorstießen. Gleichzeitig wurde die Albtafel im Zuge der Alpenbildung angehoben. Schließlich erreichte die Ur-Schutter im heutigen Wellheimer Tal östlich von Hütting die Donau und zapfte das gesamte Donauwasser ab. Seither fließt die Donau durch die Weltenburger Enge. Nach einer erdgeschichtlich kurzen Zeitspanne wurde die so entstandene „Schutter-Donau“ südlich von Rennertshofen erneut angezapft.
Das Tal ist durch seine mit Riffdolomiten durchsetzten Talflankenheiden (Magerrasen) auf den östlichen und südlichen Hanglagen biologisch wertvoll. Die Kalkmagerrasen und Felsfluren zählen zu den schmetterlingsreichsten Gebieten Deutschlands. Benannt ist das Trockental nach dem Tal-Hauptort Wellheim mit seiner Burgruine. Am Tal haben die Landkreise Eichstätt und Neuburg-Schrobenhausen Anteil. Im Süden ist das Tal wesentlich breiter als im sonstigen Verlauf. Gleich hinter dem Taleingang liegt der Ort Mauern, wo im westlichen Talhang in einer Höhe von 20 Metern über der Talsohle die vom Steinzeitmenschen begangenen Weinberghöhlen liegen.
Rund um Konstein und Aicha im Wellheimer Trockental liegt ein beliebtes Freiklettergebiet mit dem markanten Dohlenfelsen. Bei der Feldmühle im Wellheimer Trockental wurde in den 1980er Jahren eine römische Sumpfbrücke archäologisch ergraben. Durch das gesamte Tal führt ein 25 Kilometer langer Radwanderweg, zum Teil auf der aufgelassenen Bahntrasse Dollnstein–Rennertshofen.
Zwischen Hütting und Wellheim befindet sich das Naturwaldreservat Tucherwald.

## Geotope
Das gesamte Wellheimer Trockental ist vom Bayerischen Landesamt für Umwelt als Geotop ausgewiesen und mit dem offiziellen Gütesiegel „Bayerns schönste Geotope“ ausgezeichnet worden. 
Der südliche Teil ist mit der Geotop-Nummer 185R001 und der nördliche Teil mit der Geotop-Nummer 176R001 ausgewiesen.